# Parada de La Goteta-Plaza Mar 2 (TRAM Alicante)
La Goteta-Plaza Mar 2 es una parada del TRAM Metropolitano de Alicante donde presta servicio la línea 2. Está situada en la zona de La Goteta, en el barrio de Vistahermosa.

## Localización y características
Se encuentra ubicada en la calle Obispo Victorio Oliver Domingo, junto a la ladera norte de la Sierra Grossa, enfrente del centro comercial Plaza Mar 2. 
Dispone de dos andenes, dos vías y una zona anexa de aparcamiento para vehículos.

## Líneas y conexiones
| << Cabecera | < Estación    | Línea | Estación >      | Cabecera >>             |
| ----------- | ------------- | ----- | --------------- | ----------------------- |
| Luceros     | MARQ-Castillo |       | Bulevar del Pla | Sant Vicent del Raspeig |